# I. Henemetnoferhedzset
I. Henemetnoferhedzset (Weret) ókori egyiptomi királyné a XII. dinasztia idején, II. Szenuszert fáraó felesége, III. Szenuszert anyja.
Valószínűleg azonos azzal a Henemetnoferhedzsettel, akit II. Amenemhat lányaként említenek apjával együtt egy pecséthengeren, ami ma New Yorkban található; így férjének egyben testvére is. Egyike II. Szenuszert két biztosan ismert feleségének (II. Nofret mellett; további lehetséges feleségei Henemet és Itaweret, mindannyian egyben testvérei is a fáraónak). Neve egyezik egy, a korban gyakori királynéi címmel: a henemetnoferhedzset jelentése: „aki egy a fehér koronával”. Mellékneve, a Weret jelentése: nagy(obb), idősebb; valószínűleg így különböztették meg egy azonos nevű hölgytől. Említik egy Kahúnban talált pecséten (ma Tonbridge-ben), egy kahúni papiruszon (ma Berlinben), egy szobron (British Museum) és síremlékén fia piramiskomplexumában. Valószínűleg a kahúni piramiskomplexumban temették el, amit férje építtetett.
Címei: A jogar úrnője (wr.t-ḥts), A király felesége (ḥm.t-nỉswt), A király szeretett felesége (ḥm.t-nỉswt mrỉỉt=f), Nagy kegyben álló (wr.t-ḥzwt), Örökös hercegnő (ỉrỉỉ.t-pˁt), A király anyja (mwt-nỉswt), Szobeknek, Szumenu urának papnője (ḥm.t-nṯr sbk nb swmnw), Geb leánya (z3.t gb), Uadzset nevelt gyermeke (sḏtỉ.t w3ḏ.t); A király leánya (z3.t-nỉswt) (amennyiben azonos a II. Amenemhat pecsétjén említett hercegnővel).

## Külső hivatkozások
- Egy szobra